# Bulbo rostral ventromedial
O bulbo rostral ventromedial (RVM), também chamado de núcleo ventromedial da medula espinhal, é um grupo de neurônios localizado próximo à linha média do mielencéfalo. O bulbo rostral ventromedial envia fibras inibitórias e excitatórias para os neurônios da medula espinhal. Existem três categorias de neurônios no RVM: células internas, células externas e células neutras. Elas são caracterizadas pela resposta à ativação nociceptiva. Células isoladas, portanto, apresentam uma diminuição transitória imediata antes de um reflexo nociceptivo e, assim, são definidas como inibidoras. A ativação de células externas, seja por morfina ou por outros meios, resultam num processo de antinocicepção.